# Spiculidendron
Spiculidendron es un género de foraminífero bentónico de la subfamilia Dendrophryinae, de la familia Dendrophryidae, de la superfamilia Astrorhizoidea, del suborden Astrorhizina  y del orden Astrorhizida. Su especie-tipo es Spiculidendron corallicolum. Su rango cronoestratigráfico abarca el Holoceno.

## Discusión
Clasificaciones previas incluían Spiculidendron en la familia Rhabdamminidae y en el suborden Textulariina del orden Textulariida.

## Clasificación
Spiculidendron incluye a la siguiente especie:
- Spiculidendron corallicolum